# Gerhard Deeters
Gerhard Deeters (* 8. August 1892 in Lemburg bei Wenden, Gouvernement Livland; † 19. Februar 1961 in Bonn) war ein deutscher Sprachwissenschaftler.

## Leben
Gerhard Deeters besuchte das Livländische Ritterschaftliche Gymnasium zu Birkenruh (lett. Bērzaines ģimnāzija) und leistete nach der Reifeprüfung von 1911 bis 1912 seinen Militärdienst ab, aus dem er als Leutnant der Reserve ausschied. Anschließend studierte er an der Universität Leipzig Philosophie. Nach Ausbruch des Ersten Weltkriegs wurde er als russischer Staatsangehöriger interniert und erst nach dem Separatfrieden 1918 entlassen. Von 1918 bis 1920 kämpfte Deeters in der baltischen Landeswehr und in der lettischen Armee gegen die sowjetischen Streitkräfte.
Sein Studium nahm Deeters 1922 wieder auf. Er studierte Vergleichende Sprachwissenschaft an den Universitäten zu Jena und München. Sein Arbeitsschwerpunkt wurden die kaukasischen Sprachen. 1927 heiratete er Dr. Edith Dörschel. Im selben Jahr wurde er als Assistent an der Universität Leipzig angestellt und habilitierte sich dort 1929 für Vergleichende Sprachwissenschaft.
Von 1928 bis 1935 arbeitete Deeters (bis 1932 nebenamtlich) als wissenschaftlicher Redakteur im Brockhaus-Verlag. 1935 wurde er als ordentlicher Professor für Vergleichende Sprachwissenschaft an die Universität Bonn berufen. Dort wirkte er bis zu seiner Emeritierung 1960.
Deeters beschäftigte sich neben den kaukasischen Sprachen auch mit dem Griechischen und Hethitischen.

## Schriften
- Armenisch und Südkaukasisch. Ein Beitrag zur Frage der Sprachmischung. Leipzig 1927
- Das kharthwelische Verbum. Vergleichende Darstellung des Verbalbaus der südkaukasischen Sprachen. Leipzig 1930
- Die Stellung des Griechischen innerhalb der indogermanischen Sprachen. Bonn 1941
- Armenisch und kaukasische Sprachen. Leiden 1963 (Handbuch der Orientalistik, Abteilung 1, Band 7)